# Kameane, Jîdaciv
Kameane (în ucraineană Кам'яне) este un sat în comuna Piddnistreanî din raionul Jîdaciv, regiunea Liov, Ucraina.

## Demografie
Componența lingvistică a localității Kameane
     Ucraineană (99,67%)
     Alte limbi (0,32%)
Conform recensământului din 2001, majoritatea populației localității Kameane era vorbitoare de ucraineană (99,67%), existând în minoritate și vorbitori de alte limbi.